# Apple A17
Apple A17 Pro — це 64-розрядна система на основі ARM на мікросхемі (SoC), розроблена Apple Inc. і виготовлена TSMC. Він використовується лише в моделях iPhone 15 Pro та iPhone 15 Pro Max і є першою широкодоступною SoC, яка створена за 3-нм техпроцесом.

## Конструкція
Apple A17 Pro оснащений розробленим Apple 64-розрядним шестиядерним процесором із двома високопродуктивними ядрами, що працюють на швидкості 3,78 ГГц і чотири енергоефективних ядра, що працюють на частоті 2,11 ГГц. Apple стверджує, що нові високопродуктивні ядра на 10 % швидші завдяки вдосконаленому прогнозуванню розгалужень і ширшим механізмам декодування та виконання, а нові енергоефективні ядра швидші та в 3 рази ефективніші за конкурентів. Обсяг оперативної пам'яті збільшився з 6 Гб до 8 Гб.
A17 Pro інтегрує новий розроблений Apple шестиядерний графічний процесор, який, як стверджує Apple, на 20 % швидший і є найбільш оновленою конструкцією в історії графічних процесорів Apple, з доданим апаратним прискоренням трасування променів і підтримкою затінення сітки. 16-ядерний Neural Engine тепер здатний виконувати 35 трильйонів операцій за секунду. A17 Pro також додав підтримку декодування AV1 і USB 3.2 Gen 2 (за оцінками, до 10 Гбіт/с). A17 Pro містить 19 мільярдів транзисторів, що на 19 % більше, ніж кількість транзисторів A16 (16 мільярдів), і виготовляється TSMC на їх 3 нм процесом N3B.

## Продукти, які включають Apple A17 Pro
- iPhone 15 Pro
- iPhone 15 Pro Max

## Порівняння з A15, A16 і A17
| Процесор   | CPU ядра (P+E)* | GPU  | GPU | GPU | Neural Engine | Neural Engine  | Пам'ять | Процес   | Кількість транзисторів |
| Процесор   | CPU ядра (P+E)* | Ядра | ФБ  | АЛП | Ядра          | Продуктивність | Пам'ять | Процес   | Кількість транзисторів |
| ---------- | --------------- | ---- | --- | --- | ------------- | -------------- | ------- | -------- | ---------------------- |
| A15 Bionic | 5 (2+3)         | 5    | 80  | 640 | 16            | 15.8 TOPS      | 4 Гб    | TSMC N5  | 15 мільярдів           |
| A15 Bionic | 6 (2+4)         | 4    | 64  | 512 | 16            | 15.8 TOPS      | 4 Гб    | TSMC N5  | 15 мільярдів           |
| A15 Bionic | 6 (2+4)         | 5    | 80  | 640 | 16            | 15.8 TOPS      | 4–6 Гб  | TSMC N5  | 15 мільярдів           |
| A16 Bionic | 6 (2+4)         | 5    | 80  | 640 | 16            | 17 TOPS        | 6 Гб    | TSMC N4P | 16 мільярдів           |
| A17 Pro    | 6 (2+4)         | 6    | 96  | 768 | 16            | 35 TOPS        | 8 Гб    | TSMC N3B | 19 мільярдів           |